# La amante ambiciosa
La amante ambiciosa es una película española con participación griega y de Liechtenstein, dirección de Omiros Efstratiadis y estrenada en 1982. Rodada en Fujicolor, cuenta con la interpretación musical de María José Cantudo.

## Argumento
Un empresario de espectáculos llamado Eros Platonas es infiel a su mujer, Sarah, una escultora que se ha esforzado mucho para lograr el triunfo de su marido. También le pide constantemente dinero a su mujer, pero al saber de sus infidelidades ella se lo niega justo cuando atraviesa una grave crisis financiera. Él ha conocido a Anna, una chica cantante y bailarina de flamenco, la cual, como indica el título de la película, le empuja a intentar asesinar a la mujer y cobrar el seguro de vida.